# Złota Hramota

Złota Hramota

Złota Hramota (dosł. „Złota Księga”) – dekret uwłaszczeniowy zredagowany pod koniec marca 1863 roku przez Komitet Centralny Narodowy Rządu Narodowego skierowany do chłopów ukraińskich mający na celu pozyskać ich przychylność do walki z Imperium Rosyjskim.
Nazwa dokumentu pochodzi od złotego koloru czcionek, którym gramota została wydrukowana. Wzorowany był na powstańczym dekrecie uwłaszczeniowym (22 stycznia 1863), przy czym oferował adresatom znacznie więcej korzyści. Zaczęto głosić go zbyt późno, przez co jego oddziaływanie nie przyniosło wymiernych skutków. W przeciwieństwie do propagandy rosyjskiej, która umiejętnie wykorzystała animozje między narodem polskim i ukraińskim do zwalczenia powstania styczniowego na terenach Wołynia, Podola i Kijowszczyzny w maju 1863. Unaoczniło to m.in. tragiczne wydarzenie w Sołowijówce (9/10 maja 1863), gdzie miejscowi chłopi dokonali linczu na grupie 21 polskich agitatorów, usiłujących odczytać i objaśnić im „Złotą Hramotę”. Dwunastu agitatorów zamordowano wówczas na miejscu, a pozostałych, w większości ciężko rannych, wydano władzom rosyjskim.

## Tekst Złotej Hramoty
Powstawszy wraz z Polską i z Litwą przeciw panowaniu moskiewskiemu […] oświadczamy […] że innego szczęścia nie pragniemy dla naszej drogiej ojczyzny […] jak tylko […] wolności […] równości […] wszystkich mieszkańców jakiejkolwiek są wiary i stanu. A pragnąc najwięcej szczęścia dla ludu wiejskiego, postanawiamy na wieczne czasy:
1. Lud wiejski w siołach i futorach pańskich i rządowych, jednodworczy, czynszownicy i inni od tego dnia są wolni […] i równi co do praw innych obywatelom ojczyzny.
2. Mogą i mają prawo przechodzić z miejsca na miejsce według upodobania i nikt im w tym przeszkadzać nie będzie.
3. Mogą i mają prawo uczyć się we wszystkich szkołach i być w krajowej służbie zarówno z innymi obywatelami ojczyzny.
4. […] mają prawo wybierać spomiędzy siebie deputowanych do sądów, rad i urzędów wiejskich, powiatowych, ziemskich i najwyższych publicznych.
5. Sądzić się i rządzić będą na równi z innymi tylko przez swoje sądy i urzędy […]
6. Podatki […] powinności i ludzi do wojska narodowego, będą dawać tylko za postanowieniem sejmu państwa złożonego z deputowanych całej ojczyzny.
7. Ziemie orne […] sadyby pańskie i skarbowe, które za czynsz albo za odrobek, albo za wykup trzymali włościanie, będą od dnia dzisiejszego […] własnością każdego gospodarza, bez żadnej za nie zapłaty. Dziedzicom za te ich ziemie zapłaci Skarb Narodowy.
8. Co do udzielenia ziemi włościanom, którzy jej dotąd nie mieli […] postanowi w swoim czasie najwyższy sejm państwa.
9. Jednodworcy i szlachta czynszowa będą na równi z włościanami […] mieć ziemię sadybą i gruntową z ziem pańskich […] za zapłatą ze Skarbu Narodowego albo z ziem koronnych.
10. Wiejskim księżom prawosławnym, prócz ziemi cerkiewnej, naznaczmy płacę w pieniądzach, aby nie potrzebowali żądać od ludu zapłaty za duchowe posługi […]
11. […] każdemu kto chwyci z nami oręż przeciw panowaniu moskiewskiemu i albo zdrów wyjdzie, albo rannym zostanie, udzieli się najmniej sześć morgów ziemi [ok. 3,36 ha] i sadybę w ziemiach koronnych, albo dożywotnią płacę ze Skarbu Narodowego.
12. […] obiecujemy swobodę praw i wiary, jakiej się kto trzyma, i używanie swego języka w szkołach, sądach i innych ziemskich urzędach […]